# McGregor (Teksas)
McGregor je grad u američkoj saveznoj državi Teksas. Prema popisu stanovništva iz 2010. u njemu je živjelo 4.987 stanovnika.